# Oxytropis biflora
Oxytropis biflora är en ärtväxtart som beskrevs av Pei Chun Qiong Li. Oxytropis biflora ingår i släktet klovedlar, och familjen ärtväxter. Inga underarter finns listade i Catalogue of Life.